# 도쿄 지하철 03계 전동차
도쿄 지하철 03계 전동차(일본어: 東京地下鉄03系電車)는 1988년 7월 1일부터 2020년까지 운행 했던 도쿄 메트로 (이전 제도고속도교통영단) 히비야 선의 전동차이다.
이 차량은 도부 철도 이세사키 선, 도쿄 급행 전철 도요코 선과의 직결 운행에 투입할 목적으로 제작되었다.

## 차량 정원
| 편성 • 사양                 | 선두차            | 중간차            | 휠체어 공간이있는 중간차 |
| --------------------------- | ----------------- | ----------------- | ------------------------ |
| 3도어 차량 (제01 - 27편성） | 124명 (좌석 44명) | 136명 (좌석 52명) | 136명 (좌석 50명)        |
| 5도어 차량                  | 124명 (좌석 32명) | 137명 (좌석 40명) | 137명 (좌석 38명)        |
| 3도어 차량 (제28 - 42편성） | 122명 (좌석 44명) | 135명 (좌석 52명) | 135명 (좌석 50명)        |

## 사양 목록
|                     | 제01 - 08편성             | 제09 - 15편성             | 제16 - 25편성             | 제26 - 28편성              | 제29 - 42편성              |
| ------------------- | ------------------------- | ------------------------- | ------------------------- | -------------------------- | -------------------------- |
| 제어방식            | 고주파 분권 초퍼          | 고주파 분권 초퍼          | 고주파 분권 초퍼          | IGBT 소자 VVVF 인버터      | IGBT 소자 VVVF 인버터      |
| 주전동기 출력       | 160kW                     | 160kW                     | 160kW                     | 190kW                      | 190kW                      |
| 기어비              | 5.73 (86:15)              | 5.73 (86:15)              | 5.73 (86:15)              | 7.79(109:14)               | 7.79(109:14)               |
| 대차                | SU 민덴식 볼스터리스 대차 | SU 민덴식 볼스터리스 대차 | SU 민덴식 볼스터리스 대차 | 모노링크식 볼스터리스 대차 | 모노링크식 볼스터리스 대차 |
| 행선 표시기         | 자막식                    | 자막식                    | LED식                     | LED식                      | LED식                      |
| 5도어 차량 임베디드 | 없음                      | 있음                      | 있음                      | 있음                       | 없음                       |

## 현황
1988년부터 1994년까지 총 42편성이 도입되었고, 2017년부터 2020년까지 차례로 퇴역 후 폐차 및 보존 처리를 마쳤으나, 일부 편성은 매각되었다.
| 차호        | 도입 시기      | 운행 중단 시기 | 비고 |
| ----------- | -------------- | -------------- | --- |
| 03-101 편성 | 1988년         | 2019년         | 추진제어장치가 고주파 분권 초퍼 제어에서 미쓰비시 VVVF-IGBT로 교체되었다. |
| 03-102 편성 | 1988년, 2001년 | 2020년         | 추진제어장치가 고주파 분권 초퍼 제어에서 미쓰비시 VVVF-IGBT로 교체되었다. 그리고 2000년 나카메구로 역 탈선 사고의 여파로 일부객차가 폐차 및 신조되었다.                          |
| 03-103 편성 | 1989년         | 2019년         | 추진제어장치가 고주파 분권 초퍼 제어에서 미쓰비시 VVVF-IGBT로 교체되었다. 또한 2020년 2월 1일에 03-104, 03-108편성은 나가노 전철로 양도되었다.                                   |
| 03-104 편성 | 1989년         | 2019년         | 추진제어장치가 고주파 분권 초퍼 제어에서 미쓰비시 VVVF-IGBT로 교체되었다. 또한 2020년 2월 1일에 03-104, 03-108편성은 나가노 전철로 양도되었다.                                   |
| 03-105 편성 | 1989년         | 2019년         | 추진제어장치가 고주파 분권 초퍼 제어에서 미쓰비시 VVVF-IGBT로 교체되었다. 또한 2020년 2월 1일에 03-104, 03-108편성은 나가노 전철로 양도되었다.                                   |
| 03-106 편성 | 1990년         | 2019년         | 추진제어장치가 고주파 분권 초퍼 제어에서 미쓰비시 VVVF-IGBT로 교체되었다. 또한 2020년 2월 1일에 03-104, 03-108편성은 나가노 전철로 양도되었다.                                   |
| 03-107 편성 | 1990년         | 2019년         | 추진제어장치가 고주파 분권 초퍼 제어에서 미쓰비시 VVVF-IGBT로 교체되었다. 또한 2020년 2월 1일에 03-104, 03-108편성은 나가노 전철로 양도되었다.                                   |
| 03-108 편성 | 1990년         | 2019년         | 추진제어장치가 고주파 분권 초퍼 제어에서 미쓰비시 VVVF-IGBT로 교체되었다. 또한 2020년 2월 1일에 03-104, 03-108편성은 나가노 전철로 양도되었다.                                   |
| 03-109 편성 | 1990년         | 2018년         | 이 편성 일부는 5도어 차량 임베디드의 도입되었으나 현재는 폐차되었다. 또한 제10편성은 1995년에 도쿄 지하철 사린 사건으로 차내에서 사린가스로 살포되었으나 이후 운행을 재개하였다. |
| 03-110 편성 | 1991년         | 2017년         | 이 편성 일부는 5도어 차량 임베디드의 도입되었으나 현재는 폐차되었다. 또한 제10편성은 1995년에 도쿄 지하철 사린 사건으로 차내에서 사린가스로 살포되었으나 이후 운행을 재개하였다. |
| 03-111 편성 | 1991년         | 2018년         | 이 편성 일부는 5도어 차량 임베디드의 도입되었으나 현재는 폐차되었다. 또한 제10편성은 1995년에 도쿄 지하철 사린 사건으로 차내에서 사린가스로 살포되었으나 이후 운행을 재개하였다. |
| 03-112 편성 | 1991년         | 2018년         | 이 편성 일부는 5도어 차량 임베디드의 도입되었으나 현재는 폐차되었다. 또한 제10편성은 1995년에 도쿄 지하철 사린 사건으로 차내에서 사린가스로 살포되었으나 이후 운행을 재개하였다. |
| 03-113 편성 | 1991년         | 2017년         | 이 편성 일부는 5도어 차량 임베디드의 도입되었으나 현재는 폐차되었다. 또한 제10편성은 1995년에 도쿄 지하철 사린 사건으로 차내에서 사린가스로 살포되었으나 이후 운행을 재개하였다. |
| 03-114 편성 | 1991년         | 2017년         | 이 편성 일부는 5도어 차량 임베디드의 도입되었으나 현재는 폐차되었다. 또한 제10편성은 1995년에 도쿄 지하철 사린 사건으로 차내에서 사린가스로 살포되었으나 이후 운행을 재개하였다. |
| 03-115 편성 | 1991년         | 2017년         | 이 편성 일부는 5도어 차량 임베디드의 도입되었으나 현재는 폐차되었다. 또한 제10편성은 1995년에 도쿄 지하철 사린 사건으로 차내에서 사린가스로 살포되었으나 이후 운행을 재개하였다. |
| 03-116 편성 | 1992년         | 2017년         | 이 편성 일부는 5도어 차량 임베디드의 도입되었으나 현재는 폐차되었다. 또한 제10편성은 1995년에 도쿄 지하철 사린 사건으로 차내에서 사린가스로 살포되었으나 이후 운행을 재개하였다. |
| 03-117 편성 | 1992년         | 2017년         | 이 편성 일부는 5도어 차량 임베디드의 도입되었으나 현재는 폐차되었다. 또한 제10편성은 1995년에 도쿄 지하철 사린 사건으로 차내에서 사린가스로 살포되었으나 이후 운행을 재개하였다. |
| 03-118 편성 | 1992년         | 2017년         | 이 편성 일부는 5도어 차량 임베디드의 도입되었으나 현재는 폐차되었다. 또한 제10편성은 1995년에 도쿄 지하철 사린 사건으로 차내에서 사린가스로 살포되었으나 이후 운행을 재개하였다. |
| 03-119 편성 | 1992년         | 2017년         | 이 편성 일부는 5도어 차량 임베디드의 도입되었으나 현재는 폐차되었다. 또한 제10편성은 1995년에 도쿄 지하철 사린 사건으로 차내에서 사린가스로 살포되었으나 이후 운행을 재개하였다. |
| 03-120 편성 | 1992년         | 2017년         | 이 편성 일부는 5도어 차량 임베디드의 도입되었으나 현재는 폐차되었다. 또한 제10편성은 1995년에 도쿄 지하철 사린 사건으로 차내에서 사린가스로 살포되었으나 이후 운행을 재개하였다. |
| 03-121 편성 | 1992년         | 2017년         | 이 편성 일부는 5도어 차량 임베디드의 도입되었으나 현재는 폐차되었다. 또한 제10편성은 1995년에 도쿄 지하철 사린 사건으로 차내에서 사린가스로 살포되었으나 이후 운행을 재개하였다. |
| 03-122 편성 | 1992년         | 2017년         | 이 편성 일부는 5도어 차량 임베디드의 도입되었으나 현재는 폐차되었다. 또한 제10편성은 1995년에 도쿄 지하철 사린 사건으로 차내에서 사린가스로 살포되었으나 이후 운행을 재개하였다. |
| 03-123 편성 | 1992년         | 2017년         | 이 편성 일부는 5도어 차량 임베디드의 도입되었으나 현재는 폐차되었다. 또한 제10편성은 1995년에 도쿄 지하철 사린 사건으로 차내에서 사린가스로 살포되었으나 이후 운행을 재개하였다. |
| 03-124 편성 | 1992년         | 2018년         | 이 편성 일부는 5도어 차량 임베디드의 도입되었으나 현재는 폐차되었다. 또한 제10편성은 1995년에 도쿄 지하철 사린 사건으로 차내에서 사린가스로 살포되었으나 이후 운행을 재개하였다. |
| 03-125 편성 | 1992년         | 2018년         | 이 편성 일부는 5도어 차량 임베디드의 도입되었으나 현재는 폐차되었다. 또한 제10편성은 1995년에 도쿄 지하철 사린 사건으로 차내에서 사린가스로 살포되었으나 이후 운행을 재개하였다. |
| 03-126 편성 | 1992년         | 2017년         | 이 편성 일부는 5도어 차량 임베디드의 도입되었으나 현재는 폐차되었다. 또한 제10편성은 1995년에 도쿄 지하철 사린 사건으로 차내에서 사린가스로 살포되었으나 이후 운행을 재개하였다. |
| 03-127 편성 | 1992년         | 2017년         | 이 편성 일부는 5도어 차량 임베디드의 도입되었으나 현재는 폐차되었다. 또한 제10편성은 1995년에 도쿄 지하철 사린 사건으로 차내에서 사린가스로 살포되었으나 이후 운행을 재개하였다. |
| 03-128 편성 | 1993년         | 2017년         | 이 편성 일부는 5도어 차량 임베디드의 도입되었으나 현재는 폐차되었다. 또한 제10편성은 1995년에 도쿄 지하철 사린 사건으로 차내에서 사린가스로 살포되었으나 이후 운행을 재개하였다. |
| 03-129 편성 | 1993년         | 2019년         | |
| 03-130 편성 | 1993년         | 2018년         | |
| 03-131 편성 | 1993년         | 2018년         | 구마모토 전기철도로 양도되었다. |
| 03-132 편성 | 1993년         | 2018년         | |
| 03-133 편성 | 1993년         | 2019년         | |
| 03-134 편성 | 1993년         | 2018년         | |
| 03-135 편성 | 1993년         | 2019년         | 추진제어장치가 히타치 IGBT에서 미쓰비시 IGBT로 교체되었다. |
| 03-136 편성 | 1994년         | 2020년         | 추진제어장치가 히타치 IGBT에서 미쓰비시 IGBT로 교체되었다. |
| 03-137 편성 | 1994년         | 2018년         | 구마모토 전기철도로 양도되었다. |
| 03-138 편성 | 1994년         | 2019년         | |
| 03-139 편성 | 1994년         | 2019년         | |
| 03-140 편성 | 1994년         | 2017년         | |
| 03-141 편성 | 1994년         | 2017년         | |
| 03-142 편성 | 1994년         | 2017년         | |
| 03-143 편성 | 1995년         | 2020년         | |

## 차내 사진

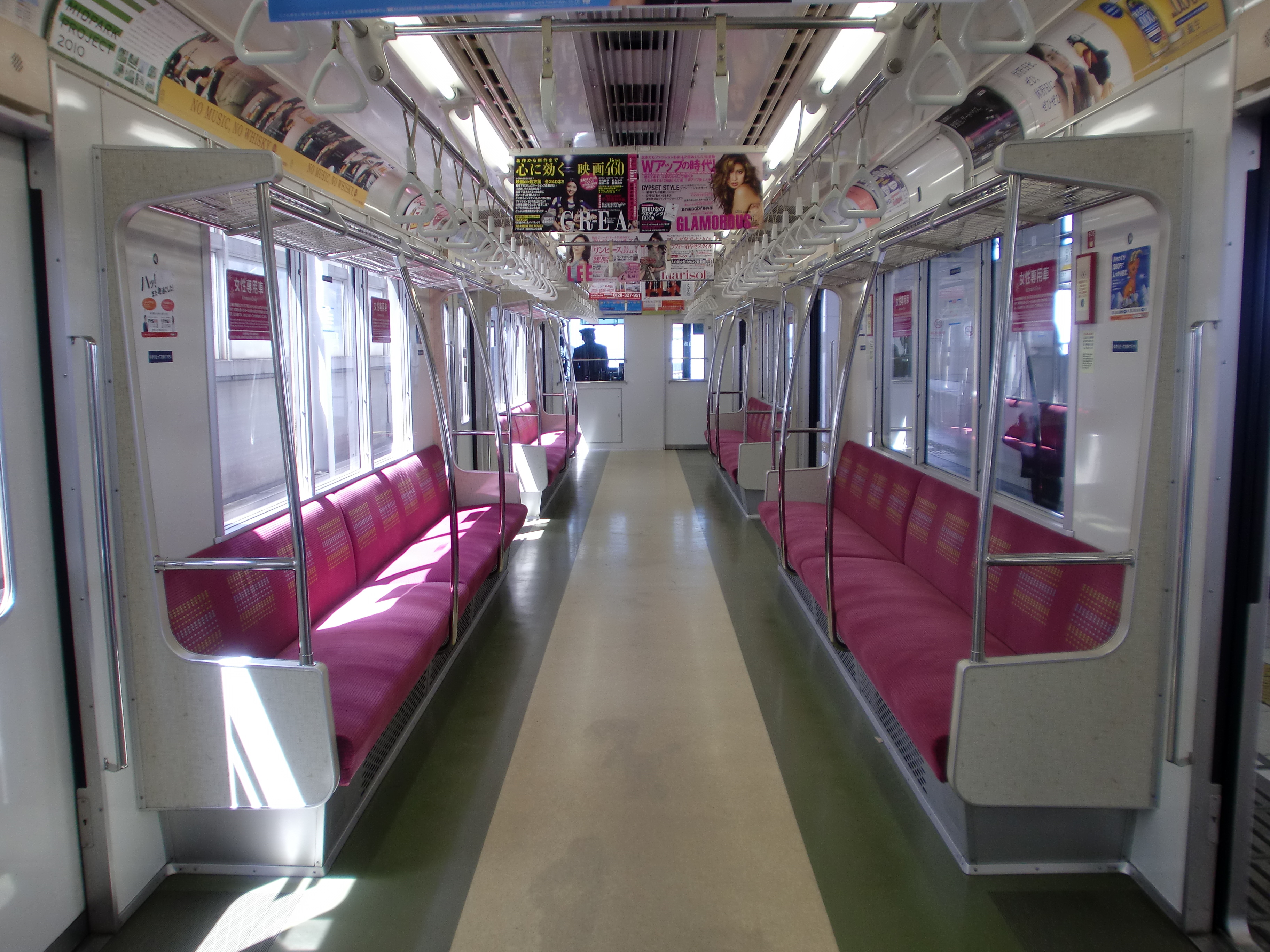
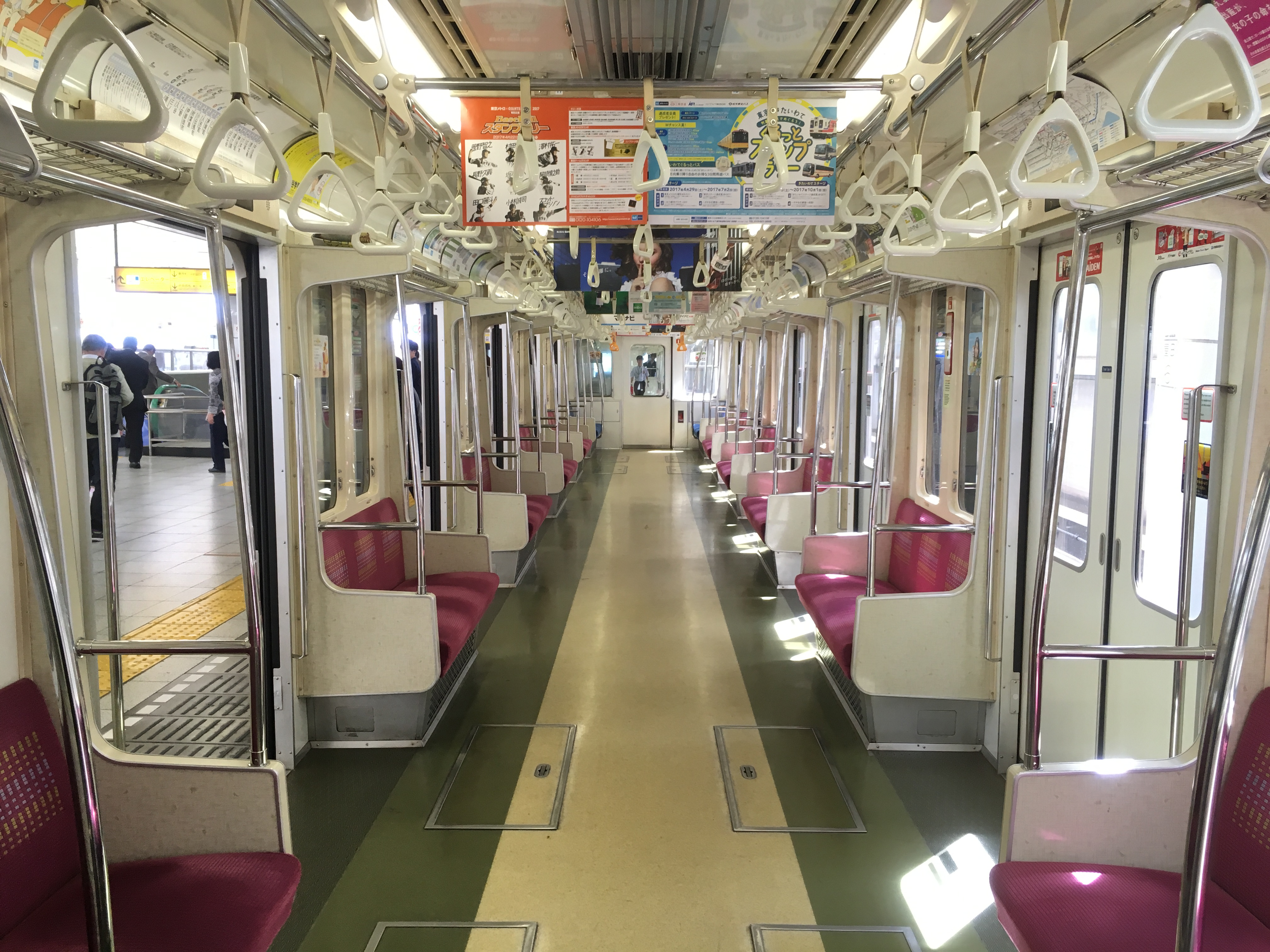